# Herman Vander Linden
Herman Vander Linden, né le 27 avril 1868 à Louvain et mort le 15 avril 1956  à Korbeek-Lo, est un historien belge et professeur à l'université de Liège.

## Vie
Herman Vander Linden nait à Louvain le 27 avril 1868. Il est le fils du sculpteur Gérard Vander Linden et de son épouse Louise De Vigne qui elle-même était la soeur du sculpteur gantois Paul De Vigne et la fille du sculpteur Pierre De Vigne. La soeur d'Herman, Claire Vander Linden, épousera l'architecte louvaniste Alphonse Stevens.
Herman Vander Linden fait ses études à l'école secondaire publique. Il est titulaire d'un doctorat en philosophie de l'université de Gand en 1891, avec une thèse sur la constitution de la ville médiévale de Louvain. Ses professeurs sont Henri Pirenne et Paul Fredericq. Il visite plusieurs universités allemandes et étudie à l' École nationale des chartes de Paris (1892-1894). En 1895, il obtient un doctorat spécial en sciences historiques avec une thèse sur les corporations de marchands dans les Pays-Bas médiévaux.
D'octobre 1895 à octobre 1903, il enseigne l'histoire et la géographie dans une école secondaire publique d'Anvers. En 1903, il est nommé maître de conférences à l'université de Liège. Sa bibliothèque privée est détruite lors du sac de Louvain en 1914. Lui et sa famille se réfugient en Angleterre et reviennent après la fin de l'occupation allemande. Avec François Louis Ganshof, il édite le mélanges 1926 pour Henri Pirenne, Mélanges d'histoire offertes à Henri Pirenne par ses anciens élèves et ses amis à l'occasion de sa quarantième année d'enseignement à l'Université de Gand, 1886-1926.
Herman Vander Linden prend sa retraite de l'enseignement en 1938. Il est un collaborateur actif de la Biographie nationale de Belgique, et de 1935 à 1944 secrétaire du comité chargé de la publier. Sous l' occupation allemande de la Belgique pendant la Seconde Guerre mondiale, l'un de ses fils est arrêté en tant que membre de la Résistance et meurt dans un camp de concentration allemand en 1942. Herman Vander Linden meurt à Korbeek-Lo le 15 avril 1956.

## Organismes
- Membre correspondant de l' Académie royale des sciences, des lettres et des beaux-arts de Belgique, 2 mai 1921; membre titulaire 4 mai 1931.
- Membre suppléant de la Commission royale d'histoire le 16 mars 1922; membre titulaire 30 novembre 1931.

## Publications
- Histoire de la constitution de la ville de Louvain au moyen âge, Gand, 1892
- Les Gildes marchandes dans les Pays-Bas au moyen âge, Gand, 1896
- Paul Hamelius, Relations anglo-belges, passées et présentes, Londres, 1918 (lire en ligne)
- Itinéraires de Marie de Bourgogne et de Maximilien d'Autriche, 1477-1482, Bruxelles, 1934
- Itinéraires de Charles, duc de Bourgogne, Marguerite d'York et Marie de Bourgogne, 1467-1477, Bruxelles, 1936
- L'hégémonie européenne, période italo-espagnole, Bruxelles, E. de Boccard, 1936, 470 p.
- Itinéraires de Philippe le Bon, duc de Bourgogne, 1419-1467, et de Charles, comte de Charolais, 1433-1467, Bruxelles, 1940
- « La Forêt charbonnière », Revue belge de philologie et d'histoire, vol. 2,‎ 1923, p. 203-214